# Jagelló Izabella magyar királyné
Jagelló Izabella (lengyelül: Izabela Jagiellonka; Krakkó, Lengyel Királyság, 1519. január 18. – Gyulafehérvár, Keleti Magyar Királyság, 1559. szeptember 15.), a Jagelló-házból származó lengyel királyi hercegnő, I. Zsigmond lengyel király és Sforza Bona királyné legidősebb gyermeke. 1539-ben Szapolyai János magyar királlyal kötött házassága révén magyar királyné hitvese 1540-ben bekövetkezett haláláig. 
Rövid házasságából egy fia született, Szapolyai János Zsigmond személyében. I. Szulejmán oszmán szultán, miután 1541-ben elfoglalta Budát, fia nevében Izabellát bízta meg az ország keleti területeinek kormányzásával. A kezdetben mellette szolgáló George Martinuzzi 1549-ben szövetkezett a Habsburg-házi I. Ferdinánd királlyal, lemondásra bírva Izabellát és fiát a hatalomról. Lengyelországba menekültek, majd az Oszmán Birodalommal szembeni védekezést tartani nem bíró Ferdinánd feladta az ország keleti területeit, az erdélyi országgyűlés 1556-ban pedig visszahívta a királynét és fiát az országba. 
Izabella kormányzása alatt egy művelt személyekből álló reneszánsz központ épült ki a gyulafehérvári palotában. 1558-ban a főurak egy csoportja Bebek Ferenc és Kendi Ferenc szervezésében fellázadtak ellene, ám ő Balassa Menyhért vezetésével brutálisan megtorolta azt. Négy nyelven, lengyelül, latinul, németül és olaszul beszélt, emellett a vallásszabadság híve volt. 1559-ben hunyt el, nyughelye ma is a gyulafehérvári Szent Mihály-székesegyházban található.

## Élete

### Származása, házassága
Jagelló (Öreg) Zsigmond lengyel király és Sforza Bona milánói hercegnő leányaként született 1519-ben. Öten voltak testvérek, ő volt a legidősebb. Apjának előző két házasságából volt még egy bátyja és három nővére. A lengyel királyi udvarban, de reneszánsz uralkodók szellemében nevelkedett. Kezét 1539 januárjában egy krakkói magyar küldöttség kérte meg Szapolyai János magyar király számára. Izabella nem tiltakozott a politikai házasság ellen, belenyugvással vette tudomásul, hogy egy nálánál több mint három évtizeddel idősebb királyhoz adják férjhez, habár Szapolyai még ekkoriban is magas, fess férfi volt, mindamellett művelt, erélyes és illemtudó úr. 1537 novemberében a Váradon folytatott béketárgyalások közepette jött meg a levél Jan Tarnowski krakkói várnagytól, János király hívétől, amelyben javasolja a házasságot.
Paolo Giovio szerint János király, aki ekkor 52 éves volt, és nem örvendett túl jó egészségnek, már nem nagyon akart megházasodni, de Fráter György rábeszélése hatékonynak bizonyult. Bethlen Farkas így ír ugyanerről:
Mivel a férfikor fordulópontján volt, ugyanis már 52. évében járt, és mivel gyenge egészségi állapota is gyakran próbára tette, irtózott a házasságtól, de Pannónia előkelő tanácsurai sürgették, hogy adja föl nőtlenségét, s lépjen házasságra, hogy a nemes házasságból származó szeretetreméltó utóddal, a vér eme legértékesebb drágakövével Pannónia királyságát új ékességgel gyarapítva, és a gyermektelenség miatt már-már kihaló Szapolyai házat, mivel testvérbátyja is örökös nélkül halt meg a mohácsi vészben, annak ősi nevét felvirágoztassa. […] ezért rávették, hogy oly sok kimerítő fáradozás és a forgandó szerencsétől eltűrt különféle megpróbáltatásai után a nyugalom megszületése érdekében kérje feleségül Lengyelország királyának, I. Zsigmondnak a leányát.

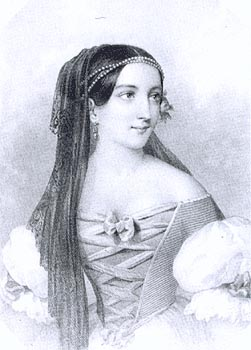
Izabella Barabás Miklós 19. századi litográfiáján

1539. január 31-én csak jelképes esküvőt rendeztek a krakkói palota tróntermében. A lengyel királyi alkancellár, Samuel Maciejowski ura nevében ünnepi beszédet mondott. A házasságkötésről készült királyi végzést szintén az alkancellár fogalmazta, melynek kis részlete rámutat a dinasztikus kapcsolat lényegére: „szentséges királyi felsége meg van győződve arról, hogy ez a barátsághoz járuló új kapocs nemcsak mindkét királyi családot, hanem a szomszédos országokat, Magyarországot és Lengyelországot sokkal erősebb szálakkal és csaknem acélkemény kötelékkel fogja összekötni.”
Izabella február elején Perényi Péter, Homonnai Drugeth István és Brodarics István váci püspök kíséretében indult Magyarországra. Eperjes, Kassa, Mezőkövesd és Hatvan érintésével február 19-én a Csepel-szigetre érkezett, ahol János király személyesen fogadta, s innen előbb Budára utaztak, ahol néhány napot pihenéssel töltöttek. Az esküvő és a koronázás Székesfehérváron, a menyegző Budán zajlott le 1539. március 2-án – királyi esküvőhöz méltó külsőségek közepette. Az esketést és a koronázást az idős Várdai Pál esztergomi érsek végezte, feltehetően Ferdinánd beleegyezésével.

#### Szapolyai János és Jagelló Izabella házassági szerződésének főbb pontjai
- Zsigmond király 70 000 magyar aranyforint értékű hozományt ad leányának, és ehhez János király hitbérként kétszer ennyit ad hozzá, azaz köt le birtokokban, várakban, javadalmakban.
- A várakat és uradalmakat a leendő királyné teljes jogon bírja, a kapitányok, egyéb tisztségviselők hűségesküt tesznek Izabellának. (Az uradalmak a következők voltak: Solymos, Lippa, Déva, Csicsó, Kis-Küküllővár várak és uradalmak, Tokaj, Tállya és Regéc várak jövedelmeinek fele része, Debrecen városa és a kassai harmincad.)
- Ha János király előbb meghalna, és Izabella újból férjhez menne, akkor hozományát készpénzben visszakapja.
- Az ígért birtokok átadásához János fél éven belül megszerzi Ferdinánd király beleegyezését is. (Ha ez nem sikerülne, akkor a hitbér összegét János király köteles elküldeni Zsigmond királynak Krakkóba, vagy letétbe helyezni Velencében vagy egy Fugger-bankházban, addig is, amíg Izabella hitbérét neki törvényes módon nem biztosítja.)
- Viszonzásképpen a lengyel király is két (illetve három) hónap alatt elküldi leánya hozományának hátralékban maradó részét.
- A lengyel király és felesége kijelentik, hogy leányuk iránti rendkívüli szeretetből adnak ilyen hatalmas összegű hozományt. (32 000 forintot készpénzben, a többit ékszerekben, gyöngyökben, dísztárgyakban.)
- A magyar követek – 140 000 aranyforint büntetés terhe alatt – garantálták, hogy uruk teljesíti a feltételeket.
- Végül: Izabella évi 2000 forint ajándékot kap a szászok Szent Márton-napi adójából.

### Szapolyai János mellett
Férjével igen kevés időt tölthettek együtt, de amint a házasságot elhálták Izabella teherbe esett Szapolyaitól. A férj jóllehet nem reménykedett, hogy a gyermek megszületik, viszont még nem is értesülhetett fia születéséről mikor hirtelen szélütés érte és már a halálán volt. A betegsége annyira megzavarta, hogy nyomban felmondta a Ferdinánddal kötött szerződést, miszerint őneki hagyja a magyar trónt és fiát jelölte ki utódjául. Még azt is meghagyta, hogy hívei kizárólag (és feltétlenül!) az Oszmán Birodalomban bízzanak, akit támogassanak az Ausztria elleni harcban.

### Az özvegy királyné

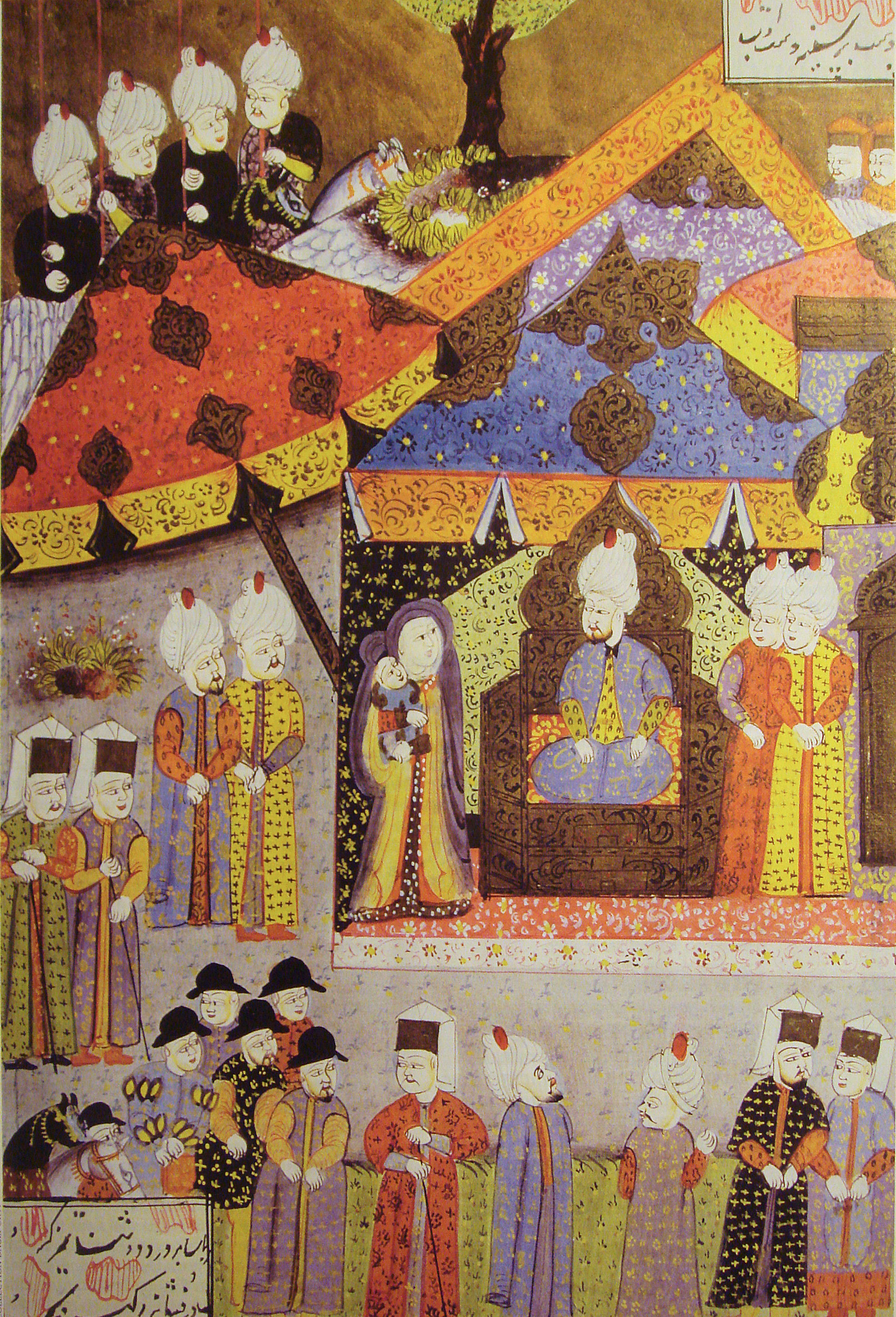
Izabella és a csecsemő János Zsigmond Szulejmán szultán előtt (török miniatúra)

Izabella királyné 1540-ben, János király halála után fiának, a csecsemő János Zsigmondnak gyámjaként Fráter Györggyel, Petrovics Péterrel és Török Bálinttal az ország kormányzója lett. Nehéz helyzetbe került, apjához és anyjához is levelek sorát írta, nem tudta, mitévő legyen egy idegen országban, friss özvegységben, ismeretlen urak politikai játszmáinak kiszolgáltatva. Érdekes adalékkal szolgál a királyné életéhez titkárának, Piotr Porembskinek Budáról írott levele Izabella anyjához Bona királynéhoz, mely szerint Izabellát fogva tartják Budán, és sok főúr (Bebek Ferenc, Perényi Péter, a Balassák) a Habsburgokhoz húz, ezért elfogatják a Lengyelországból érkező üzeneteket, a szolgákat kikérdezik. Kéri, hogy Bona tegyen valamit leánya érdekében.
Mivel János király még halála előtt egy évvel, 1539-ben felbontotta a váradi békét, Ferdinánd 1541 májusában Roggendorf vezetésével 30 000 fős német, olasz és cseh zsoldosokból, valamint magyarokból álló sereget küldött Buda elfoglalására. A város ostromát Roggendorf, védelmét Fráter György irányította, s közben segítséget kért a törököktől. A Buda felmentésére siető Szulejmán szultán beavatkozására azonban már nem került sor, mert a támadók megfutamodtak. Augusztus 29-én I. Szulejmán csellel elfoglalta Budát, és évi 10 000 aranyforint fejében János Zsigmond gyámjára, Izabella királynéra bízta Erdély, a Tiszántúl és a Temesköz kormányzását. Ez időből maradt fenn a közismert történet, amikor is a szultán követe előtt, aki kétségbe vonta, hogy a csecsemő a királyné gyermeke, Izabella egy váratlan mozdulattal keblét lemeztelenítette, és ott helyben megszoptatta a gyermeket. A szultán csausa zavartan fordította el tekintetét. Egy másik fennmaradt történet szerint, amikor Szulejmán szultán a magyar főurakat magához kérette óbudai táborába, Izabella és a csecsemő János Zsigmond is meghívást kapott a szultántól, a királyné azonban visszaüzente a szultánnak: nem illő, hogy egy özvegyasszony idegen férfiak sátrába vonuljon. Remélte, hogy gyermekét is kimentheti ezáltal a veszélyből, de amint tudjuk, nem így történt: a csecsemő királyt egy dajkának kellett elvinnie a török táborba.
Miután a magyar királyi udvarnak távoznia kellett Budáról, Izabella királyné egy ideig Lippán, majd 1542 tavaszától 1551 nyaráig a gyulafehérvári volt püspöki palotában rendezkedett be. Ez az évtized a Fráter György helytartóval folytatott szűnni nem akaró ellenségeskedések, ádáz viták időszaka volt. György barát szeszélyes, komolytalan, megbízhatatlan, uralkodásra alkalmatlan személynek tartotta az özvegy királynét. Összetűzéseik a palota és a királyné személyes „költségvetése” körül robbantak ki legtöbb ízben, Izabella ugyanis pénzt akart szerezni ahhoz, hogy Krakkóban vagy Budán megszokott udvartartását berendezhesse, a barátnak azonban nem voltak fontosak az élet ezen területei. 1549-ben a nyírbátori szerződéshez vezető tárgyalásokat is a királyné nevében, de annak tudta nélkül folytatta le, majd fegyverrel fenyegetve kényszerítette arra, hogy aláírja a lemondását, és az Erdély feletti uralmat átadja Ferdinándnak.

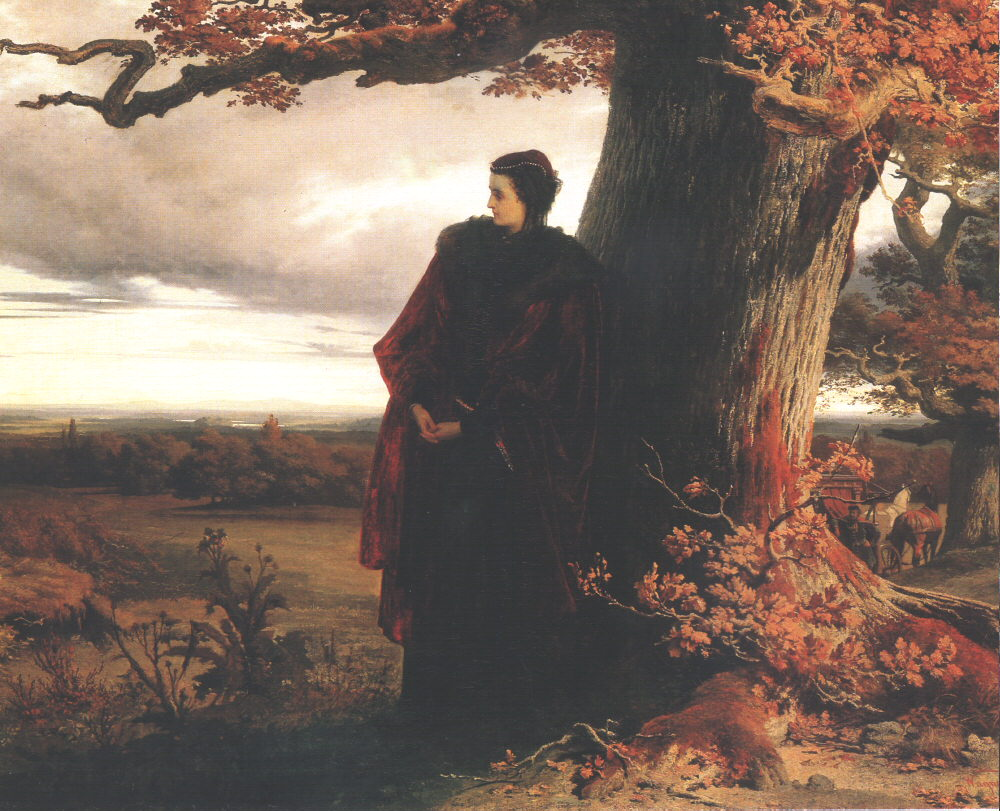
Wagner Sándor: Izabella királyné búcsúja Erdélytől (1863). A hagyomány szerint, lengyelországi bujdosása előtt a királyné, amikor a Meszesi-kapunál megállt pihenni, egy öreg tölgyfa kérgébe véste jelmondatának rövidítését: „SFV – Sic fata volunt”, vagyis: „A sors akarta így”

Pedig a királyné már valódi felnőttként viselkedett, egyre nehezebben tűrte a barát folytonos gyámkodását, és egyre többet gondolkodott az ország és fia, János Zsigmond választott király dolgain. A török porta segítségével akarta biztosítani Erdély fölötti uralmát, a kettészakadt ország egyesítésén fáradozó Fráter György azonban 1551-ben lemondatta Ferdinánd javára. Izabella királyné fiával együtt Kassára, majd Lengyelországba távozott. 1551. július 21-én a Szent Koronát és a koronázási jelvényeket átadta Castaldo császári tábornoknak, aki őt Gyulafehérvárról Kolozsvárra kísérte. A koronát és a jelvényeket Castaldo erős katonai fedezet mellett elküldte Ferdinánd királynak.
Erdély Ferdinánd hatalma alá került ugyan, de Ferdinánd 1551 végén meggyilkoltatta Fráter Györgyöt. Izabella kegyetlenül gyűlölte a barátot, nem véletlenül maradt fenn a históriában, hogy amikor lengyelországi száműzetésében elérte a hír Fráter György haláláról, dühödt kárörvendéssel fogadta azt. A kényszerű lengyelországi emigráció éveiben (1551–1556) fiát trónörökösként igyekezett nevelni, országából elűzött királyfiként, akinek azonban vissza kell kapnia jogos tulajdonát. Fia és fiának házassága érdekében a későbbiekben is mindent megtett, előbb, 1551-ben Ferdinánd legkisebb leányát, a négyéves Johanna főhercegnőt, majd egy francia királyi hercegnőt igyekezett megszerezni neki, sikertelenül.
Ferdinánd Erdélybe küldött csapatai elégtelennek bizonyultak az országrész megvédésére, ezért a Habsburg uralommal elégedetlen, és a török bosszújától tartó erdélyi rendek 1556-ban visszahívták Izabella királynét, aki október 22-én ünnepélyesen bevonult Kolozsvárra, és a november 25-i kolozsvári országgyűlés döntése értelmében, erdélyi kormányzóként, fia nevében ismét átvette az uralmat. A török pártfogás alatt élő Erdély Magyarországtól való különválása ekkor vált véglegessé.

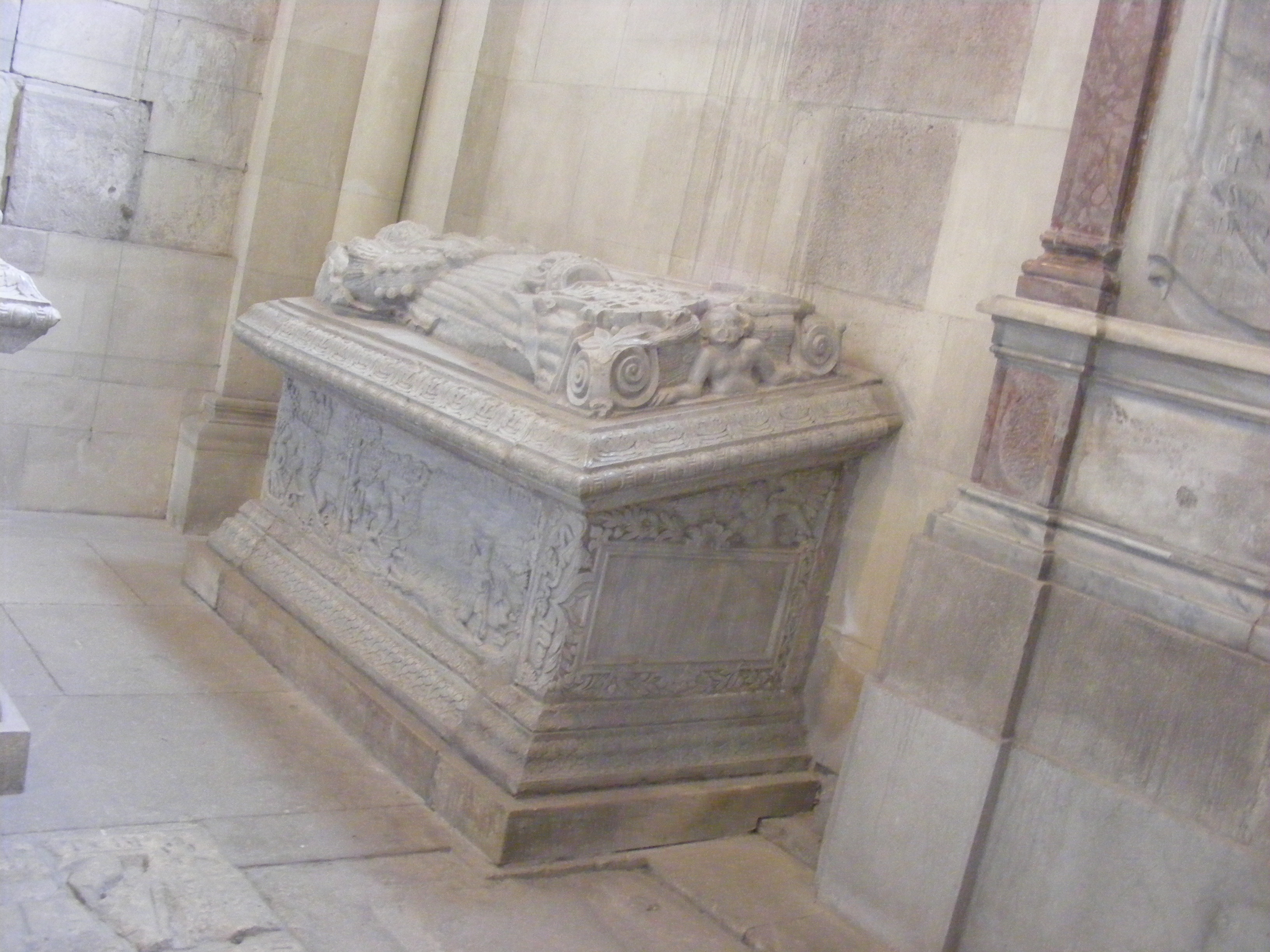
Izabella sírja Gyulafehérváron.

### Erdély kormányzója
Izabella királyné fénykora visszatérése után, immár Fráter Györgytől "megszabadulva" érkezett el. Magához ragadta a kormányzást, beleértve a pénzügyek igazgatását. Uralkodása alatt valóságos udvartartást alakított ki magának. Itáliai kárpitok, bútorok díszítették végre a gyulafehérvári palotát, ahová fiával együtt visszaköltözött, és sem ebben, sem másban nem hagyta, hogy irányítsák, felülbírálják döntéseit. Ékszereket is nagy mennyiségben szerezhetett magának, amelyek közül opálokkal díszített násfáját ma a Magyar Nemzeti Múzeum őrzi. Bár a korban ritka volt még a női monarcha, ő mégis határozott, céltudatos uralkodónővé vált.
Az erdélyi urak azonban hamarosan megelégelték korlátlan hatalmát, és 1558-ban lázadást szerveztek ellene, melynek célja az volt, hogy fiát vele egyenrangú társuralkodóként ismertessék el, remélvén, hogy a "könnyebben kezelhető" János Zsigmondra nagyobb befolyást tudnak gyakorolni. Izabella szemére vetették, hogy külföldi (elsősorban lengyel és itáliai) udvaroncokkal, kegyencekkel veszi közül magát, nekik juttat anyagi javakat, tisztségeket. A felkelés élén Bebek Ferenc főkapitány és Kendi Ferenc,  a még Ferdinánd által kinevezett erdélyi vajda, valamint annak fivére, Kendi Antal állattak. A királynő 1558. augusztus 31-én egy lakoma végén lengyel udvaroncaival kegyetlenül legyilkoltatta őket. Az orvtámadást Balassa Menyhért szervezte meg.  Tettének igazolására országgyűlést hívott össze, ahol szeptember 29-én bemutatta az árulásra vonatkozó okmányokat. Ezekkel próbálta igazolni, hogy Bebek és Kendi Sztambulból hozatott méreggel akarták őt fiával együtt elveszejteni. Elrendelte a kivégzettek hatalmas vagyonának lefoglalását a kincstár javára.
Négy nyelven beszélt, kedvelte a pompát, külföldiekkel – elsősorban lengyelekkel, olaszokkal – vette körül magát, Nisovszki Szaniszló személyében lengyel szeretőt tartott. Sokat adott az udvari reprezentációra. 1559. szeptember 15-én, 40 évesen halt meg, állítólag egy rosszul elvégzett magzatelhajtás következtében. A gyulafehérvári székesegyházban temették el, síremléke fennmaradt.
Forgách Ferenc váradi püspök emlékirataiban feljegyezte, hogy a hagyomány szerint, lengyelországi bujdosása előtt a királyné, amikor a Meszesi-kapunál megállt pihenni, egy öreg tölgyfa kérgébe véste jelmondatának rövidítését: „SFV – Sic fata volunt”, vagyis: „A sors akarta így”.

## Emlékezete
- Az 1968-ban bemutatott Egri csillagok című magyar történelmi filmben Ruttkai Éva alakította Izabella királyné szerepét.
- Áprily Lajos költő Makkai Sándornénak dedikált „Így akarja a sors” c. versében emlékezik rá.